# NGC 809
NGC 809 este o liner situată în constelația Balena. A fost descoperită în 1 septembrie 1886 de către Lewis A. Swift. Se află la o distanță de 75,16 de megaparseci de Pământ.